# 모드 동기

모드 동기(Mode locking)는 극히 짧은 시간의 빛의 펄스(pulse)를 생성하기 위해 레이저를 생성할 수 있는 광학 기법이다. 이 순간 시간은 피코초(10−12 s) 또는 펨토초(10−15 s) 이러한 방식으로 운용되는 레이저는 펨토초 레이저(femtosecond laser)라고 부르며 예를 들어 현대의 시력 교정 수술에 사용된다. 이 기법의 토대는 레이저의 공명기의 종 모드(세로 모드) 간 고정 위상 관계를 유도한다. 이 모드들 사이의 간섭은 레이저 빛이 일련의 펄스로서 생성될 수 있게 한다. 이때의 레이저를 위상동기(位相同期, phase-locked)로 부른다.

## 레이저 공진기 모드
일반적으로 레이저는 가장 순수한 빛의 형태로 인식되지만, 레이저는 단 하나의 진동수 혹은 파장의 빛으로만 구성되어 있지는 않다. 모든 레이저는 항상 특정 범위의 진동수를 포함한다. 레이저의 대역폭은 주로 레이저가 발진되는 이득 매질(gain medium)에 의하여 결정되고, 레이저가 작동하는 파장 범위를 레이저 이득 대역폭이라고 한다. 예를 들어 일반적인 헬륨-네온 레이저는 이득 대역폭이 약 1.5 GHz (파장으로 환산하였을 때, 중심 파장 633 nm에서 0.002 nm 범위에 해당)인 반면에, 티타늄:사파이어 레이저는 128 THz (파장으로 환산하였을 때, 중심 파장 800 nm에서 300 nm 범위에 해당)의 대역폭을 갖는다. 
레이저 방출 파장을 결정하는 두번째 요소는 레이저 공진기이다. 가장 간단한 예로, 이 공진기는 이득 매질의 양쪽에서 서로 마주보게 되어있는 두개의 거울로 이루어져 있다 (이런 형태의 배열을 패브리-페로 공진기라고 한다). 빛은 파동이므로 두 거울 사이에서 반사될 때 빛은 스스로 보강간섭 또는 상쇄간섭하여 정상파, 또는 모드를 두 거울 사이에 형성하게 된다. 이 정상파는 띄엄띄엄한 파장을 가지는데,  이를 공진기의 종 모드(longitudinal modes)라고 한다. 이 모드들은 공진기 내부에서 사라지지 않고 유지될 수 있고, 다른 파장의 빛들은 모두 상쇄간섭에 의하여 억제된다. 간단한 거울 두개로 이루어진 공진기의 경우, 허용된 모드들의 파장은 공진기의 길이 {\displaystyle L}에 의해 결정된다. 반파장 {\displaystyle \lambda /2}의 정수배가 {\displaystyle L}이 되는 경우, 즉 정수 {\displaystyle q}에 대하여 {\displaystyle L=q\lambda /2}를 만족하는 파장 {\displaystyle \lambda }만이 공진기의 모드가 되고, 이 때 {\displaystyle q}를 모드 수라고 한다. 

## 같이 보기
- 파이버 레이저
- 솔리톤